# Leptoscarus vaigiensis
Genre
Espèce
Synonymes
- Calliodon chlorolepsis Richardson, 1844
- Leptoscarus coeruleopunctatus (Rüppell, 1835)
- Leptoscarus vaigensis (Quoy & Gaimard, 1824)
- Leptoscarus vaigienis (Quoy & Gaimard, 1824)
- Scarichthys auritus (Valenciennes, 1840)
- Scarichthys caeruleopunctatus (Rüppell, 1835)
- Scarus auritus Valenciennes, 1840
- Scarus bottae Valenciennes, 1840
- Scarus caeruleo-punctatus Rüppell, 1835
- Scarus coeruleopunctatus Rüppell, 1835
- Scarus naevius Valenciennes, 1840
- Scarus rubronotatus Ehrenberg, 1829
- Scarus rubronotatus Valenciennes, 1840
- Scarus vaigiensis Quoy & Gaimard, 1824

Statut de conservation UICN

 LC  : Préoccupation mineure

Leptoscarus vaigiensis est une espèce de poisson-perroquet, seule représentante du genre Leptoscarus. Largement répandu dans le bassin indo-pacifique, on le trouve principalement dans les herbiers d'algues.

## Description
Leur taille peut aller jusqu'à 35 cm. Mâles et femelles partagent une livrée grisâtre.

## Écologie et comportement

### Reproduction
Des études sur le sexe de grand groupes suggèrent que l'espèce est gonochorique, c'est-à-dire qui ne change pas de sexe au cours de sa vie. C'est la seule espèce de poisson-perroquet connue qui ne serait pas hermaphrodite.